# Заводівка (Березівський район)
Заво́дівка (раніше Зава́дівка, Петрі́вка) — село Раухівської селищної громади у Березівському районі Одеської області в Україні. Дворів — 570, населення — 1349 чоловік у 2001 роцi.

## Короткий опис
В селі є середня школа, сільський будинок культури із залом на 600 місць, при якому на громадських засадах створені краєзнавчий музей та картинна галерея. Працюють три бібліотеки з загальним книжковим фондом 40,3 тис. примірників, лікарська амбулаторія, дитячі ясла, шевська та швейна майстерні, перукарня, дев'ять магазинів, відділення зв'язку та ощадкаса.

## Історія

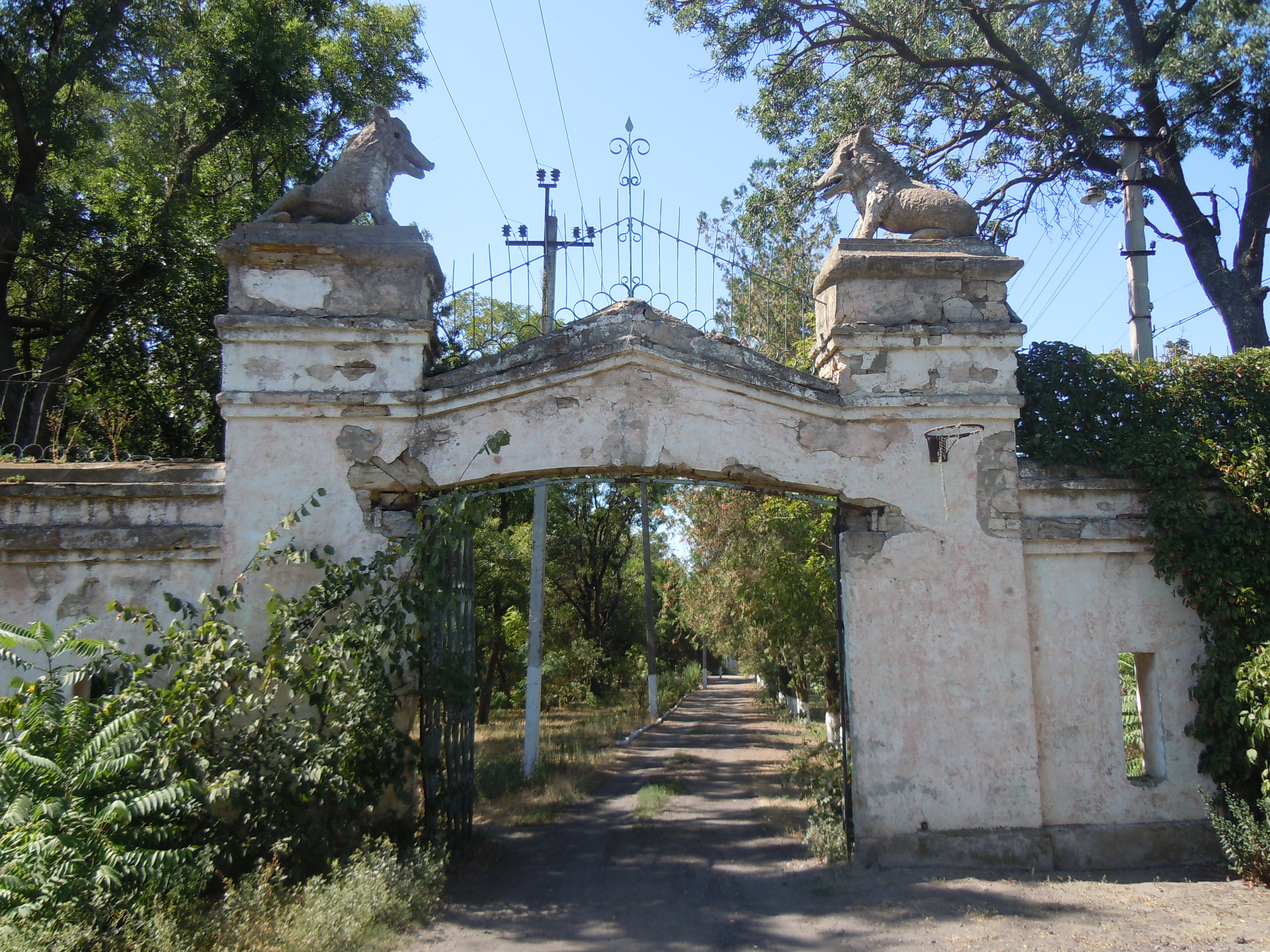
Брама колишньої садиби Рауха

Село засноване в 1799 році вихідцями з Чернігівської та інших губерній. Наприкінці 18-го століття ці землі належали графу Петру Завадовському, в ім'я якого село дістало назву Петрівка. Брат Петра Завадовського, Ілля, у 1808 році розбудував у селі церкву Святих Петра і Павла, руїни якої і досі збереглися. У той же рік був збудований міст через річку Тилігул, який зберігся до сьогодні. Після смерті Петра Завадовського в 1812 р. село перейшло у володіння конезаводчикам братам Павлу і Анатолію Демидовим. З тих чатів існує два варіанти назви села: Завадівка — в честь Завадовських, і сучасне Заводівка — в честь конезаводу братів Демидових. На місцевому конезаводі вирощували орловських рисаків, верхових коней і різної породи ваговозів. Після Демидових, у 1851 році, село перейшло до Георга Рауха. Раухами був збудований маєток (збереглася брама), існував родинний склеп, руїни якого збереглися до сьогодні.
У 1905 році в селі утворився марксистський гурток, який проводив агітаційну роботу серед селян. У грудні 1917 року в Заводівці був організований червоногвардійський загін, що влився пізніше в 2-й Вознесенський революційний полк. Радянська влада встановлена в січні 1918 року.
У селі в 1918 році містилася Перша бригада добровольчої Сербської дивізії.
За радянських часів у селі Заводівка знаходилася центральна садиба колгоспу ім. Кірова, за яким було закріплено 6467 га сільськогосподарських угідь, у тому числі 3278 га орної землі. Господарство займалося виробництвом зерна і м'ясо-молочним тваринництвом. Тут були лісопильня, столярна майстерня, кам'яний та піщаний кар'єри.

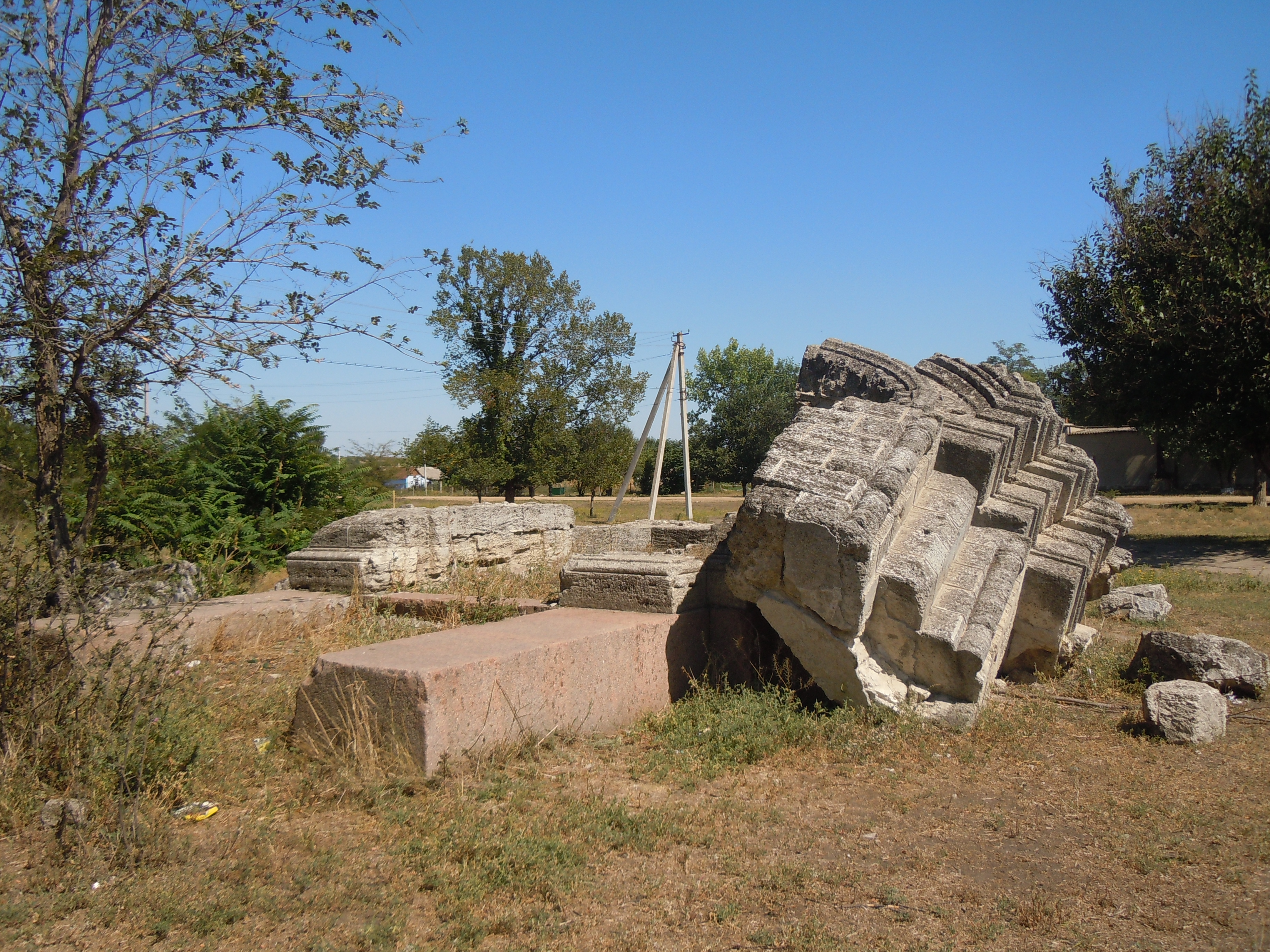
Руїни родинного гробівця Раухів

У 1924 році в селі був заснований Заводівський зоотехнічний технікум. Спочатку це була сільськогосподарська школа наймитської молоді, а з 1930 — технікум, що випускав агрономів-рільників, овочівників, виноградарів, пасічників і меліораторів. З 1961 року тут на стаціонарному та заочному відділеннях готували тільки зоотехніків. У післявоєнні роки технікум випустив 3306 фахівців для сільського господарства. У 1977 році в ньому навчалося 360 учнів і працювало 26 викладачів. Технікум мав 167 га землі і ферму великої рогатої худоби.
Під час Голодомору 1932—1933 років померло щонайменше 8 жителів села.
631 житель села брав участь у Другій світовій війні, 323 із них за мужність і відвагу удостоєні урядових нагород, 305 загинули в боях. За мужність, виявлену при форсуванні Дніпра, П. В. Дроздову присвоєно (посмертно) звання Героя Радянського Союзу, його ім'я носить місцева середня школа; звання Героя Радянського Союзу удостоєний також уродженець села штурман М. В. Федоренко, який мав на своєму рахунку 122 бойових вильотів.
Під час німецької окупації в Заводівці діяли дві групи радянських партизанів з 17 осіб, керовані Ф. М. Ковбасюком і В. І. Науменком. Встановивши влітку 1942 року зв'язок з Березівською підпільною групою, заводівські підпільники перешкоджали вивозу ворогами продовольства, допомагали радянським військовополоненим втікати з полону. У лютому-березні 1943 року групи були розкриті, а їхніх керівників страчено.
Колишній орган місцевого самоврядування — Заводівська сільська рада.

## Географія
Розташована на лівому березі річки Тилігул, за 9 км від районного центру і залізничної станції Березівка. Поблизу села розташований Заводівський ландшафтний заказник місцевого значення.

## Населення
Згідно з переписом 1989 року населення села становило 1395 осіб, з яких 617 чоловіків та 778 жінок.
За переписом населення 2001 року в селі мешкало 1349 осіб.

### Мова
Розподіл населення за рідною мовою за даними перепису 2001 року:
Розподіл населення за рідною мовою за даними перепису 2001 року:
| Мова       | Чисельність | Відсоток |
| ---------- | ----------- | -------- |
| українська | 1273        | 94,37%   |
| російська  | 54          | 4,00%    |
| румунська  | 10          | 0,74%    |
| гагаузька  | 7           | 0,52%    |
| болгарська | 3           | 0,22%    |
| інші       | 2           | 0,15%    |
| Усього     | 1349        | 100%     |

## Відомі мешканці

### Народились
- Дроздов Петро Володимирович — учасник німецько-радянської війни, молодший лейтенант РСЧА, Герой Радянського Союзу.
- Федоренко Микола Володимирович — радянський льотчик-бомбардувальник, під час Німецько-радянської війни головний штурман 3-го бомбардувального авіаційного корпусу 16-ї повітряної армії 1-го Білоруського фронту. Герой Радянського Союзу.

## Галерея

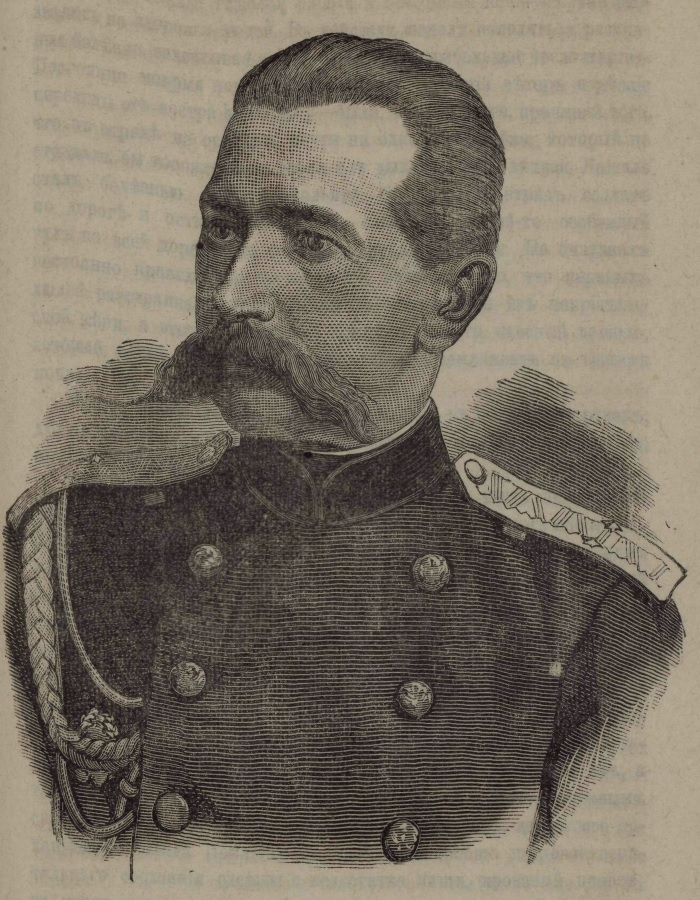
генерал Оттон Раух[en]
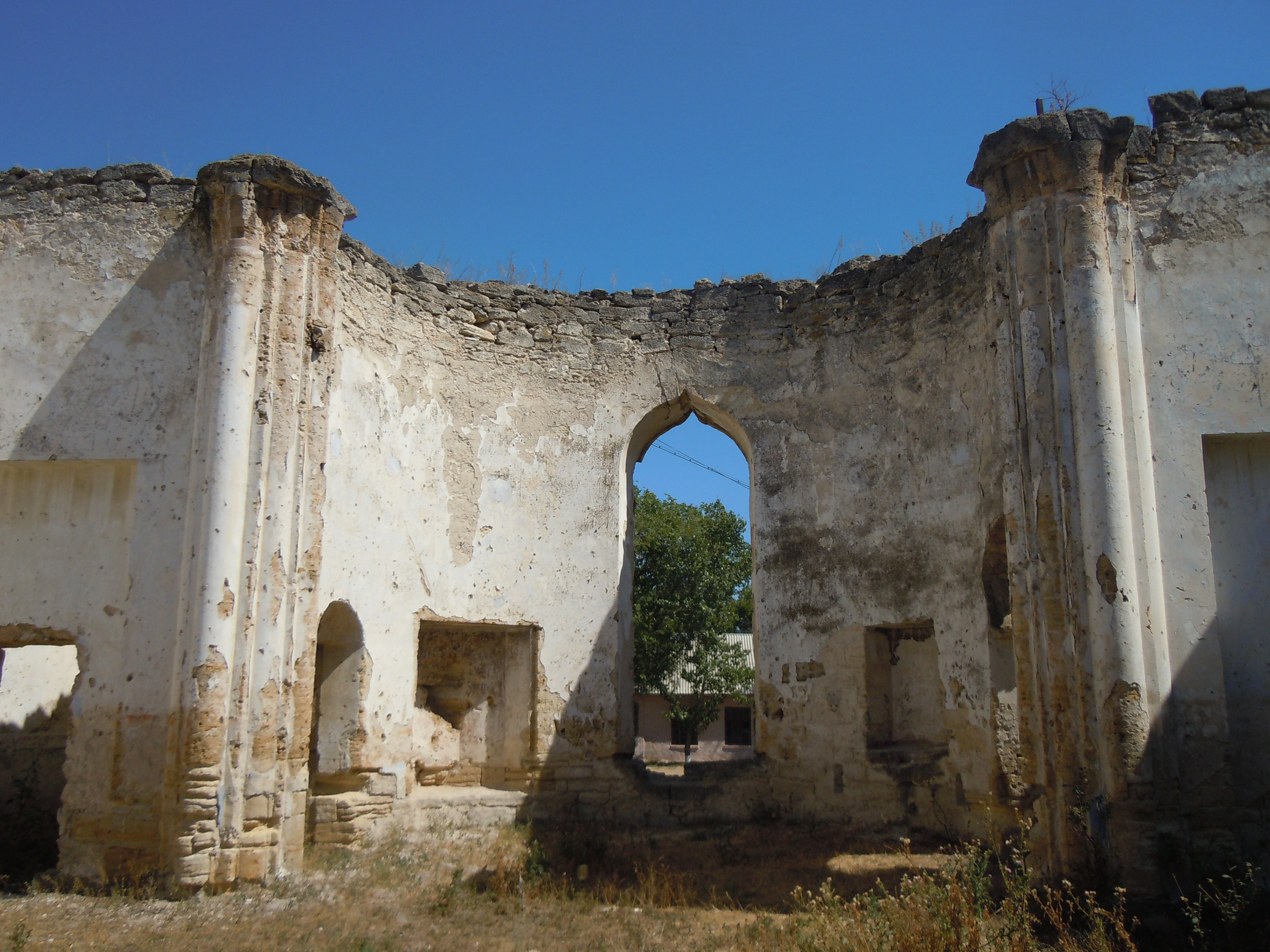
Руїни церкви Петра і Павла
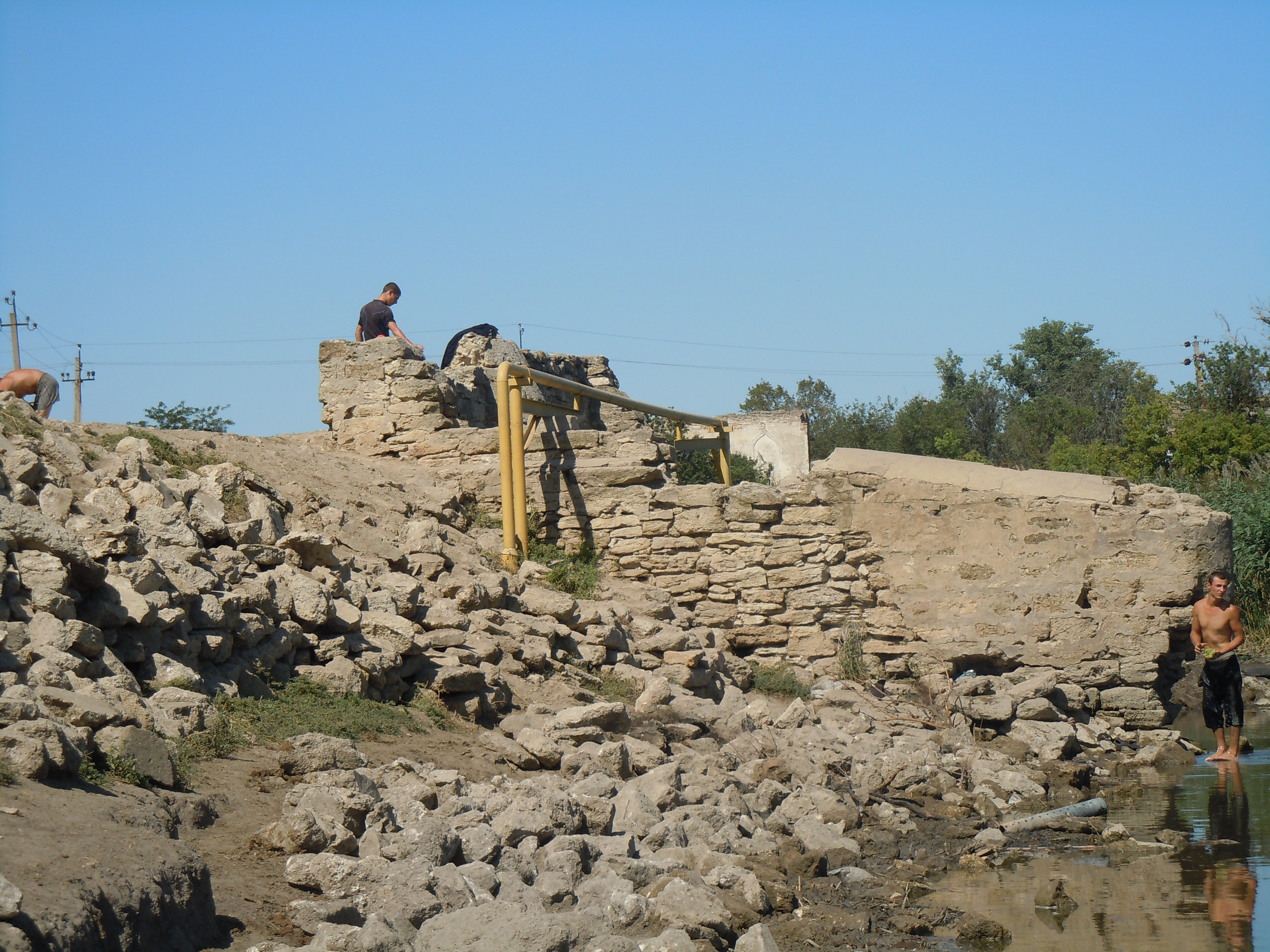
Старий міст через річку Тилігул
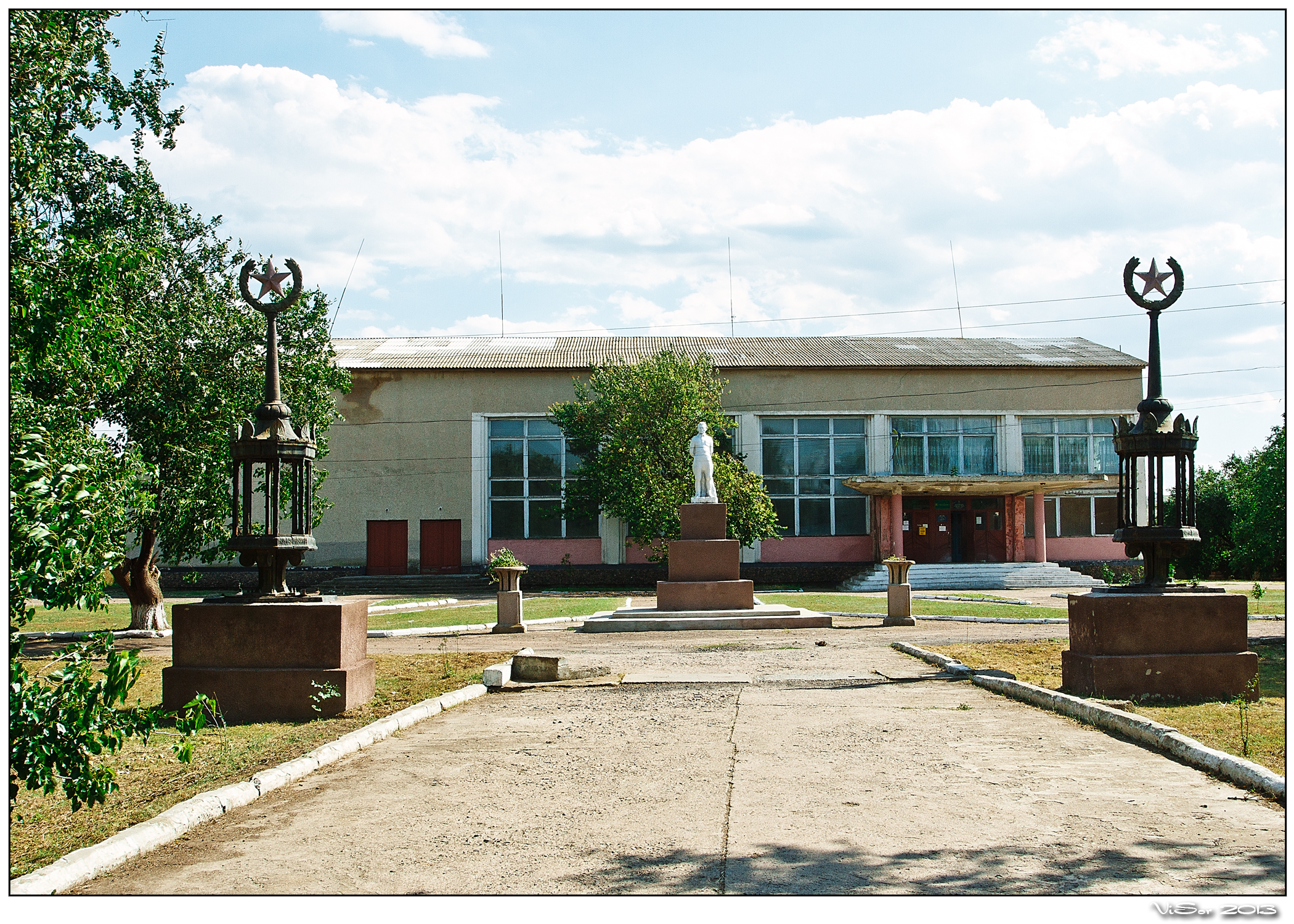
Будинок культури
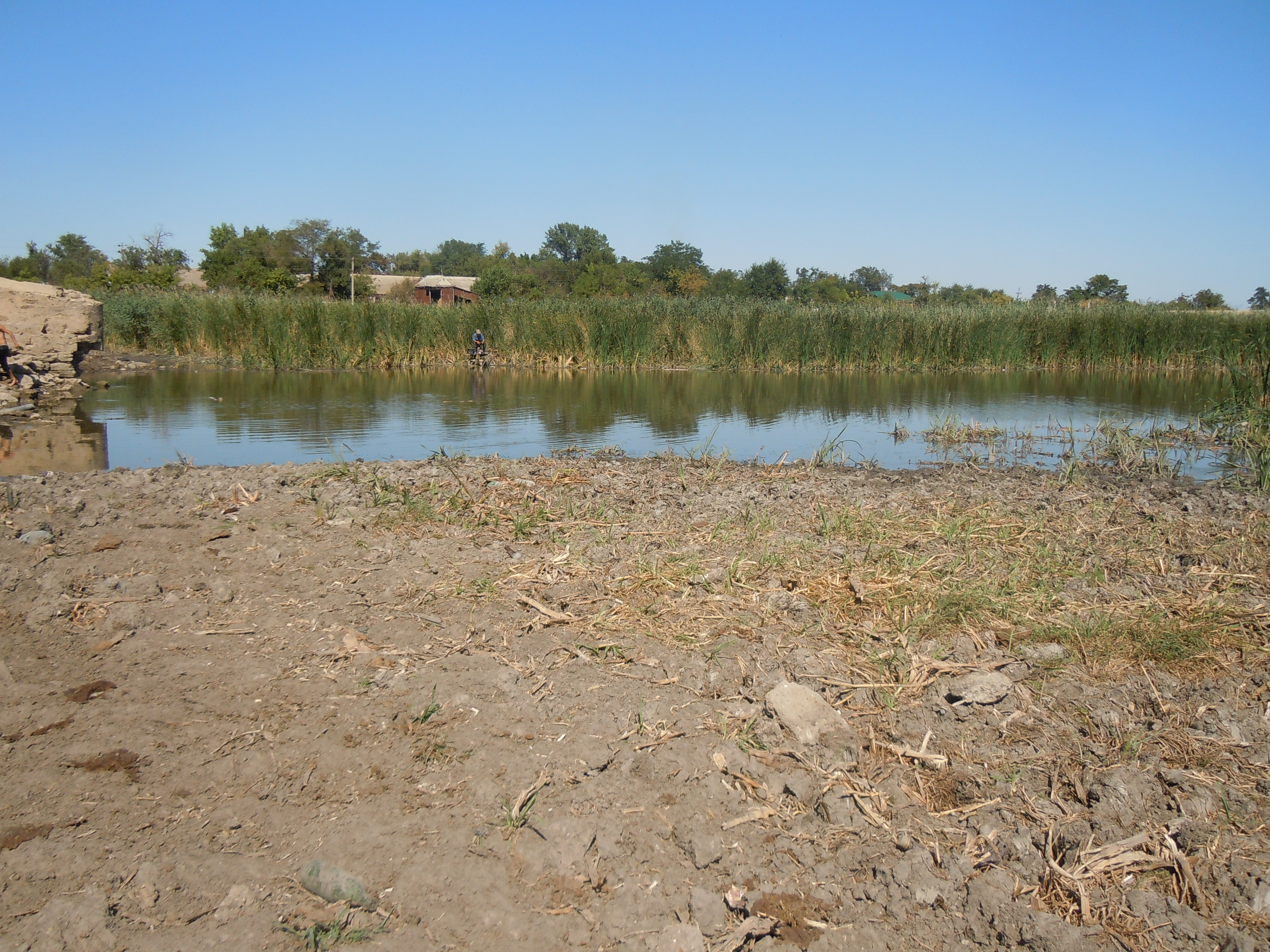
Річка Тилігул біля Заводівки